# Dlouhý Bor
Dlouhý Bor je malá vesnice, část obce Nová Pec v okrese Prachatice v Jihočeském kraji. Nachází se asi půl kilometru západně od Nové Pece, část osady přímo navazuje na Nové Chalupy v obci. Je zde evidováno 22 adres. V roce 2011 zde trvale žilo 38 obyvatel.
Dlouhý Bor leží v katastrálním území Nová Pec o výměře 59,91 km².

## Historie
První písemná zmínka o vesnici pochází z roku 1780.

## Obyvatelstvo
| Rok            | 1869 | 1880 | 1890 | 1900 | 1910 | 1921 | 1930 | 1950 | 1961 | 1970 | 1980 | 1991 | 2001 | 2011 | 2021 |
| -------------- | ---- | ---- | ---- | ---- | ---- | ---- | ---- | ---- | ---- | ---- | ---- | ---- | ---- | ---- | ---- |
| Počet obyvatel | 64   | 71   | 85   | 85   | 86   | 65   | 130  | 57   | 76   | 66   | 47   | 46   | 51   | 38   | 25   |
| Počet domů     | 8    | 12   | 12   | 12   | 11   | 12   | 19   | 20   | 20   | 15   | 14   | 12   | 33   | 34   | 32   |

## Pamětihodnosti
- Severně od vsi se nalézá přírodní památka Vltavský luh.
- Asi jeden kilometr od Dlouhého Boru směrem na Láz stojí výklenková kaplička.